# San Jerónimo en Corviale (título cardenalicio)
San Jerónimo en Corviale es un título cardenalicio de la Iglesia Católica. Fue instituido por el papa Francisco en 2015.

## Titulares
- Luis Héctor Villalba (14 de febrero de 2015)